# Równina Opolska
Równina Opolska (318.57) – mezoregion wchodzący w skład Niziny Śląskiej, stanowiący jej najbardziej na wschód wysuniętą część. Od północnego zachodu graniczy z Równiną Oleśnicką, od południowego zachodu z Pradoliną Wrocławską a od północnego wschodu, wschodu i południowego wschodu z Wyżyną Śląsko-Krakowską.
Wysokość przekracza 300 m n.p.m. we wschodniej części.
Jej powierzchnia wynosi ok. 2 600 km². 
Pod względem geologicznym jej podłoże stanowi monoklina śląsko-krakowskiej, pokryta osadami plejstoceńskimi i holoceńskimi - iłami, piaskami, żwirami, glinami oraz lessami. Duże obszary w pokryte są osadami piaszczystymi.
Największym mikroregionem w ramach Równiny Opolskiej jest Obniżenie Małej Panwi.
Większe miasta to: Lubliniec, Ozimek, Kalety, Kolonowskie, Zawadzkie, Dobrodzień i Tarnowskie Góry (płn. część).